# Dávid Nagy
Dávid  Nagy (født 1999) er en ungarsk fægter med speciale i kårde.
Han repræsenterede Ungarn ved sommer-OL 2024 i Paris, hvor han vandt guld i holdkonkurrencen.